# Homayoun Tandar
Homayoun Tandar est un homme politique et un diplomate afghan.
Ancien compagnon de feu du commandant Massoud, il a été représentant de la résistance afghane auprès de l’ONU à Genève, puis ambassadeur de l'Afghanistan auprès de l'Union européenne et de l'OTAN à Bruxelles, avant de devenir membre du Conseil national de sécurité afghan.
Il est actuellement ambassadeur d'Afghanistan à Londres. (depuis mai 2009)
Il est francophone et ancien élève du lycée français Esteqlal de Kaboul. 
Au sujet de la déroute électorale des islamistes aux élections du 18 février 2008 au Pakistan et même dans la province frontalière du Nord-Ouest où ils ne sont plus qu'en quatrième position, il a déclaré : « C'est, incontestablement, un signal très amical que vient de nous lancer la population pakistanaise. Mais la population, c'est une chose, les institutions, c'en est une autre. »